# Rasa de la Font de les Aubes
La Rasa de la Font de les Aubes és un torrent afluent per la dreta de la Riera de Matamargó, al Solsonès.

## Municipis per on passa
El curs de la Rasa de la Font de les Aubes transcorre íntegrament pel terme municipal de Pinós.

## Xarxa hidrogràfica
La xarxa hidrogràfica de la Rasa de la Font de les Aubes està constituïda per 15 cursos fluvials que sumen una longitud total de 7.058 m.

### Distribució municipal
El conjunt de la xarxa hidrogràfica transcorre íntegrament pel terme municipal de Pinós.